# Schwarzhai

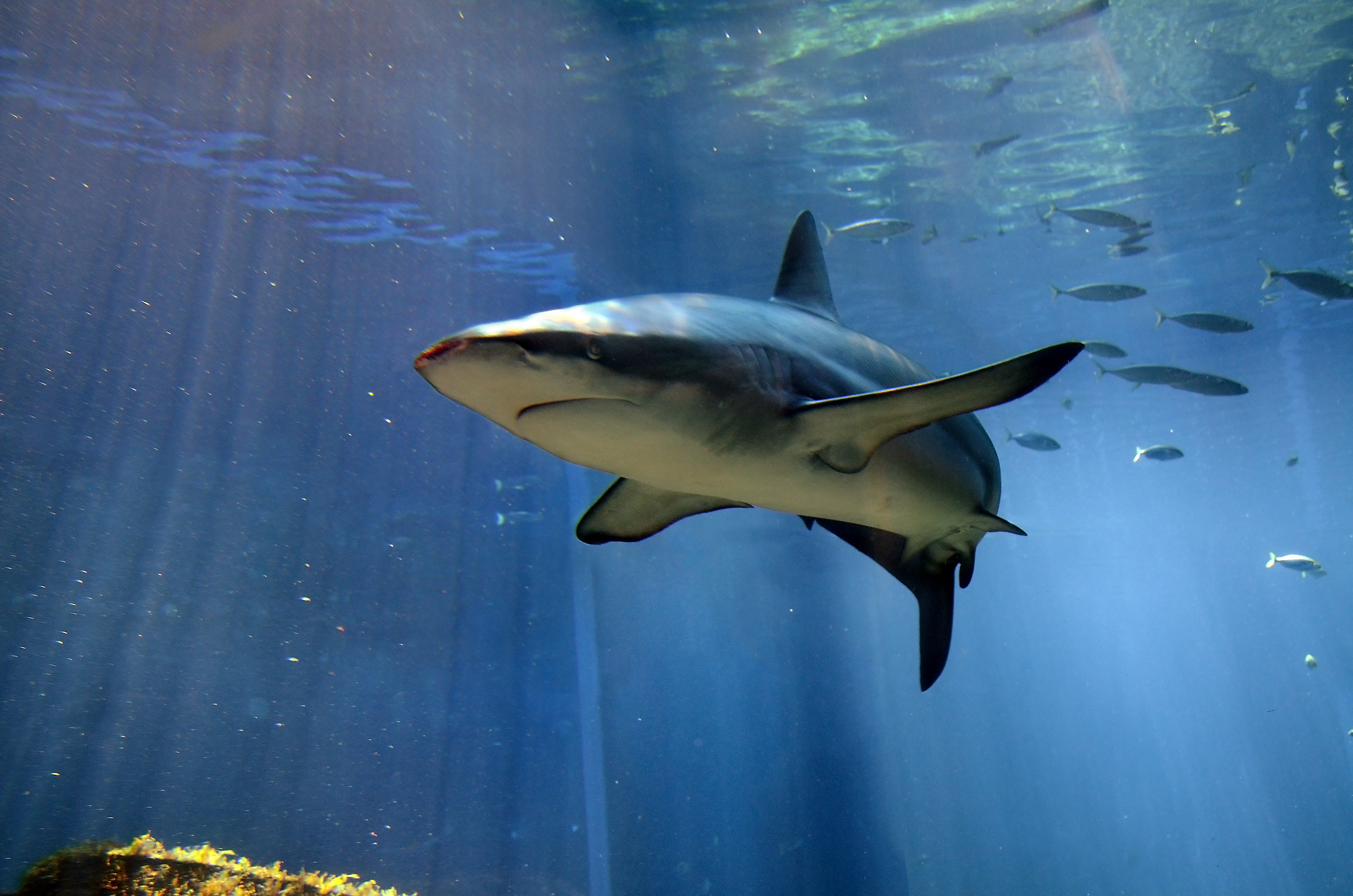
Schwarzhai, Unterseite

Der Schwarzhai oder Düstere Hai (Carcharhinus obscurus) ist eine Art der Gattung Carcharhinus innerhalb der Requiemhaie (Carcharhinidae). Das Verbreitungsgebiet dieser Art zieht sich entlang der Küsten verschiedener Meeresgebiete des Pazifischen, Indischen und Atlantischen Ozeans. Er kann eine Maximallänge von über vier Metern erreichen und wird als potenziell gefährlich für den Menschen eingestuft.

## Aussehen und Merkmale
Der Schwarzhai ist ein großer und kompakt gebauter Hai mit einer durchschnittlichen Größe von 250 bis 300 cm und einer Maximallänge von über 400 cm. Er hat eine dunkel- bis bronzegraue Färbung ohne auffällige Zeichnung, auf den Flanken kann ein undeutlicher heller Flankenstreif ausgebildet sein.
Die Schnauze des Hais ist breit und abgerundet. Er besitzt eine Afterflosse und zwei Rückenflossen. Die erste Rückenflosse ist leicht gebeugt, sie liegt in Höhe des Endes der freien Brustflossen. Ein Interdorsalkamm ist vorhanden. Die zweite Rückenflosse ist kleiner als die erste. Die Brustflossen sind relativ groß und sichelförmig ausgebildet. Wie alle Arten der Gattung besitzen die Tiere fünf Kiemenspalten und haben kein Spritzloch.

## Lebensweise
Der Schwarzhai lebt in Küstennähe im Bereich des Kontinentalschelfs sowie an Inselsockeln in Tiefen von bis zu 400 m. Die ausgewachsenen Tiere wandern vor allem in den nördlichen Verbreitungsgebieten im Atlantik und Pazifik im Sommer in kühlere Gewässer und im Winter zurück in wärmere Gebiete. Junghaie bilden große Schulen.

### Ernährung
Schwarzhaie ernähren sich räuberisch von einem großen Spektrum verschiedener Beutetiere, vor allem von verschiedenen Knochenfischen wie Sardinen, Heringen, Makrelen, Barrakudas sowie anderen Haiarten (Engelhaie, Dornhaie und Glatthaie). Auch verschiedene Weichtiere und Krebstiere gehören zu ihrem Nahrungsspektrum. Schwarzhaie verfolgen zudem Schiffe und fressen wahrscheinlich auch die von diesen über Bord geworfenen Abfälle.
Vor allem die Junghaie werden von größeren Haien wie dem Weißen Hai, dem Tigerhai oder dem Sandtigerhai gejagt. Größere Exemplare haben keine Feinde mit Ausnahme des Menschen.

### Fortpflanzung
Der Schwarzhai ist wie andere Arten der Gattung lebendgebärend und die Weibchen bilden eine Dottersack-Plazenta aus (plazental vivipar). Sie bringen 3 bis 14 Jungtiere zur Welt; aufgrund von Messungen der Embryonen wird eine Tragzeit von bis zu 16 Monaten angenommen. Die Junghaie haben eine Größe von etwa 70 bis 100 Zentimetern und werden in Küstennähe in seichten Buchten zur Welt gebracht. Die Geschlechtsreife erreichen die sehr langsam wachsenden Tiere erst nach 6 Jahren bei einer Länge von ungefähr 280 cm.

## Verbreitung

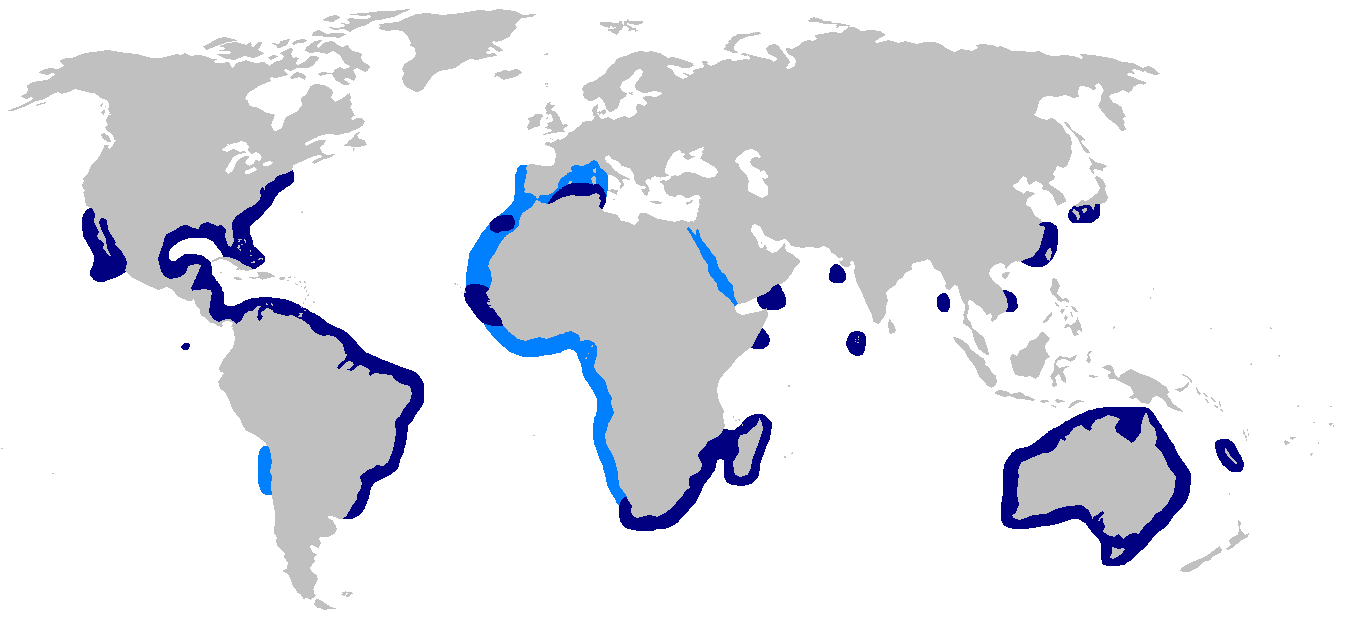
Verbreitungsgebiete des Schwarzhais

Das Verbreitungsgebiet des Schwarzhais zieht sich entlang der Küsten verschiedener tropischer und warm-gemäßigter Meeresgebiete des Pazifischen, Indischen und Atlantischen Ozeans. So kommt er im westlichen Atlantik vor den Küsten der USA vom südlichen Massachusetts bis Florida, an den Bahamas, bei Kuba und im nördlichen Golf von Mexiko sowie entlang der südamerikanischen Küste bis nach Brasilien vor. Im Indischen Ozean ist er vor der Küste Südafrikas und Madagaskars anzutreffen, außerdem lebt er im Roten Meer, vor der gesamten Küste Australiens und vor Kalifornien.
Seit 2016 werden Schwarzhaie regelmäßig vor der Küste von Chadera in Nordisrael gesichtet.

## Gefährdung
Der Schwarzhai wird in der Roten Liste gefährdeter Tierarten der IUCN als gefährdet (Vulnerable) eingestuft. Die Hauptgefährdung geht dabei von der Fischerei aus, bei der der Schwarzhai häufig als Beifang anfällt und im Regelfall noch in den Netzen verendet.